# Cortijo de Alventu
Alventus, es un topónimo que podía derivar del latín adventus, lugar de llegada. 
Se sitúa en la zona de marismas del bajo Guadalquivir, en concreto, en las afueras de Trebujena, perteneciente a la provincia de Cádiz, se han encontrado numerosos restos arqueológicos, en el Cortijo Alventu y el yacimiento el Cerro de Vacas.
Alventu es un cortijo del siglo XVIII, situado a cuatro kilómetros y medio de Trebujena, antiguo donadío de los duques de Medina Sidonia durante la repoblación que se realizó en el siglo XVIII.

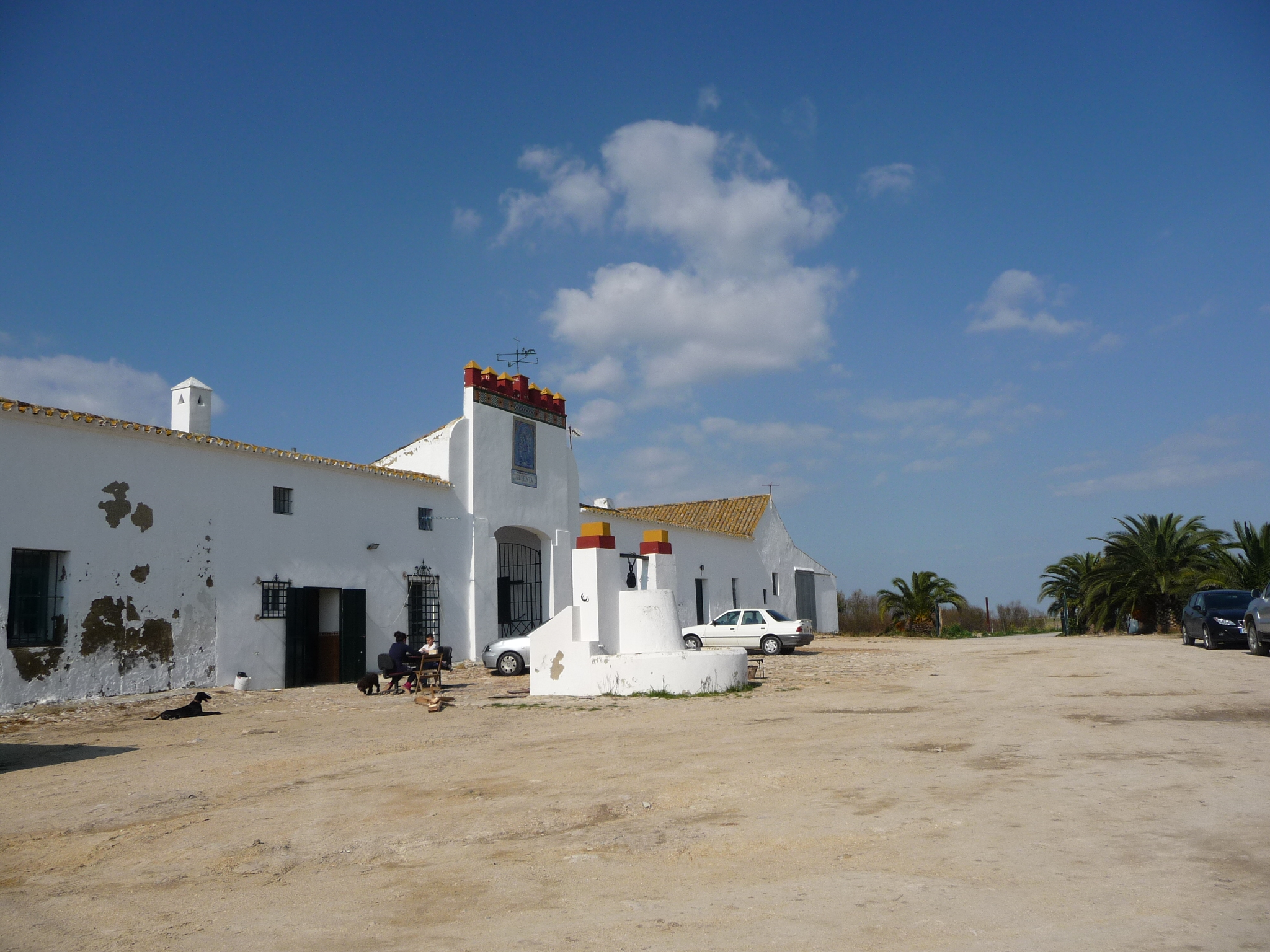
Entrada.

## Historia

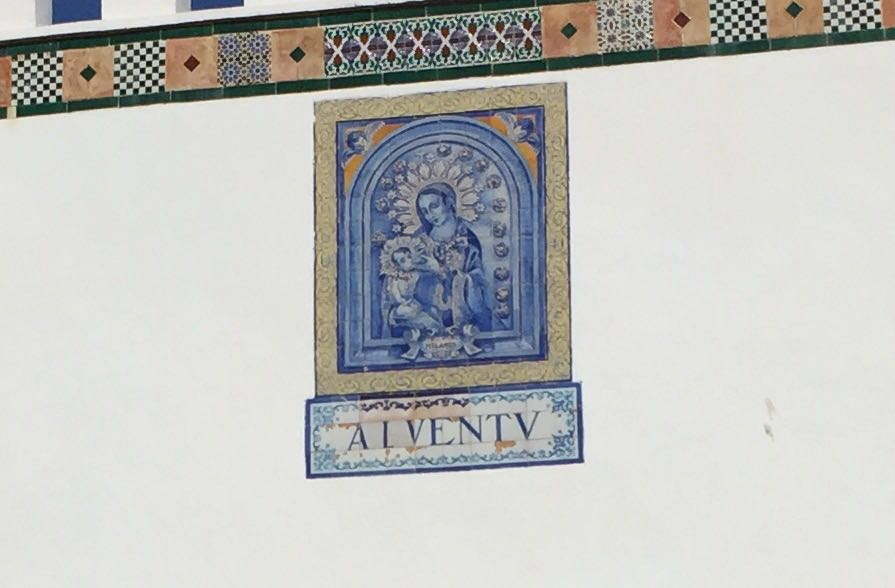
Azulejo de nuestra Señora del Milagro amamantando al niño, (se encuentra en la entrada).

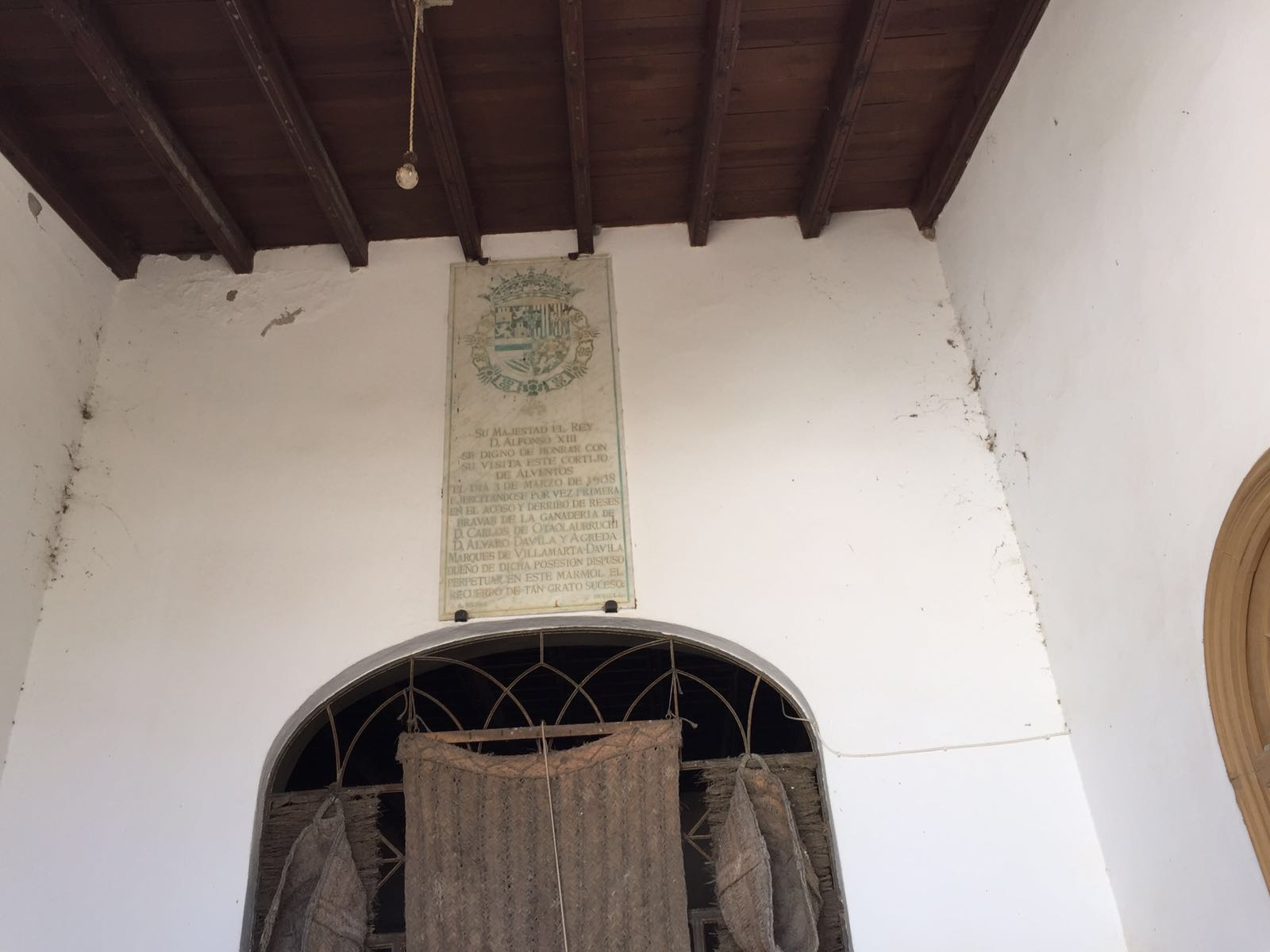
Placa conmemorativa de la visita de Alfonso XIII en 1908.

El cortijo tomó su nombre del embarcadero situado a un kilómetro del mismo, que fue puerto fluvial en la época romana, por el que se introducían determinados productos o mercancías, es una toponimia que puede remitirse a la época tardoantigua. Hay que tener en cuenta que el río Guadalquivir es navegable desde su desembocadura hasta Sevilla y que fue utilizado como vía marítima para transportar mercancías y personas sobre todo en la época romana y árabe, de ahí la existencia de numerosos embarcaderos. En las cercanías se ubicaba el santuario prerromano de la Algaida, conectado con el acceso fluvial del Guadalquivir. Desde finales del siglo XV existieron fricciones entre Jerez y Sanlúcar por la posesión del puerto, problemas que aumentaron cuando el duque de Medina Sidonia fundó Trebujena en 1494. Los nuevos pobladores obtuvieron mercedes y franquicias como el poder pastar en las dehesas y donadíos de Alventos. 
El actual embarcadero lo mandó construir el Marqués de Villamarta con motivo de la visita a la finca de Alfonso XIII, que quiso ver el acoso y derribo, y de esta manera podía cruzar la finca en barco.
Es un conjunto con varios edificios en torno a un gran patio. La fachada principal está presidida por un azulejo de nuestra Señora del Milagro amamantando al Niño. El pavimento de algunas estancias es de baldosas y las cubiertas de madera con tejas árabes. Se compone de varias dependencias y viviendas de los casi treinta propietarios actuales. En una de las esquinas del patio se encuentra la parte noble del cortijo a la que se accede a través de un pórtico almenado, donde está la placa conmemorativa de la visita de Alfonso XIII en 1908.
En este mismo patio se encuentran las cuadras de mulas, cocheras, almacenes y graneros, gallineros, etc.  Desde 1949 año en que fue adquirido por la familia Núñez, ganaderos y actuales dueños, además del cultivo del girasol y cereales, se dedican también a la cría de reses bravas, por lo que hay una plaza de tientas.

## Cueva de Alventus
En las afueras de Trebujena se encuentra la Cueva de Alventus, cueva artificial, variedad arquitectónica funeraria de la Prehistoria en Andalucía. Hay una información escasa y el registro sufre alteraciones por las piedras de bloqueo, por lo que se puede deducir que su clausura es intencionada.

## El yacimiento el Cerro de las vacas
Se situaría el antiguo asentamiento de Conobaria, a dos kilómetros y medio de Trebujena, aunque pertenece a Lebrija. Se encuadra en el Calcolítico o Edad de Cobre. Es una elevación al borde de las marismas, que en ese periodo constituía un amplio golfo marino, denominado “Sinus Tartesius” y “Lacus Ligustinus”. Está situado en una zona privilegiada del bajo Guadalquivir, constituyendo una verdadera fortaleza natural. Se trata de un lugar alto y bien defendido que en la antigüedad estuvo rodeado de agua.
La época dorada del yacimiento hay que situarla en la Edad del Cobre (3000-1800 o 1700 a. C.), durante el Bronce Medio sufre una crisis poblacional y económica. En el periodo Orientalizante (1100-750 a. C) asiste a un nuevo florecimiento, llegando a alcanzar la categoría de ciudad.
La ciudad de Conubaria tenía un puerto, algunos de cuyos restos aún es posible detectarlos al pie de la marisma en el sitio de la Higuerita. Entre el muelle o embarcadero, en las tierras de labor, fue hallada una urna cineraria de época romana.
En este yacimiento se encontró el ídolo cilíndrico, perteneciente a la Edad de Cobre,  que se encuentra en el museo arqueológico de Jerez de la Frontera.